# Crotonia flagellata
Crotonia flagellata är en kvalsterart som först beskrevs av Balogh och Csiszár 1966.  Crotonia flagellata ingår i släktet Crotonia och familjen Crotoniidae. Inga underarter finns listade i Catalogue of Life.